# Pańków
Pańków (pronunciación en polaco: /ˈpaj̃kuf/) es un pueblo ubicado en el distrito administrativo de Gmina Tarnawatka, dentro del condado de Tomaszów Lubelski, voivodato de Lublin, en el este de Polonia. Se encuentra a unos 3 kilómetros al suroeste de Tarnawatka, a 9 kilómetros al noroeste de Tomaszów Lubelski, y a 98 kilómetros al sureste de la capital regional Lublin.